# 神よ、この死に至る愛の中で我を生き延びさせ給え
神よ、この死に至る愛の中で我を生き延びさせ給え（かみよ このしにいたるあいのなかでわれをいきのびさせたまえ、ロシア語: «Господи! Помоги мне выжить среди этой смертной любви»; ドイツ語: Mein Gott, hilf mir, diese tödliche Liebe zu überleben）は、ドミトリー・ヴルーベリによる絵画作品で、最も有名なベルリンの壁に描かれたグラフィティ・アートの１つである。兄弟のキス(ドイツ語: Bruderkuss)と呼ばれることもある。
1990年の作品で、社会主義国家の首脳による歓待の挨拶として当時は一般的であった、男性同士で抱擁と接吻をしているブレジネフとホーネッカーを描いている（作品そのものは、1979年にドイツ民主共和国の建国30周年記念を祝う式典で撮られた写真の模写である）。

## 写真
この作品のもとになった独ソ首脳が抱擁しあう有名な写真は、1979年10月7日に東ベルリン在住のレギス・ボッシュが撮影したものである。その後この写真は広く出回ることになった。ブレジネフは当時、新たな共産主義国家の建国記念のために東ドイツを訪問中だった。抱擁の数日前の10月5日、東ドイツとソビエト連邦は10ヶ年の相互支援協定を調印しており、これによって東ドイツはソ連に船舶、機械器具、化学装置を供給し、ソ連は東ドイツに燃料と原子力機器を供給することが取り決められた。

2018年の時点で、この写真の著作権を管理しているのはコービスである。

## 作品
ヴルーベリがこの絵を壁面に描いたのは1990年のことである。ベルリンの壁が崩壊した後もこの絵はほかの作品と同じく鑑賞のために残されていた。しかし屋外に設置されているため、外気や日光にさらされ続け、悪戯も多かったことから、絵は次第に劣化が進んでいた。2009年3月、もとの作者たちがより耐久性のある作品として描き直せるように、この「兄弟のキス」も含めて壁の絵は一度完全にぬぐい落とされた。ヴルーベリも作品を描き直すように依頼を受け、3,000ユーロの謝礼を受け取ったが、彼はその全額をマルツァーンのソーシャル・アート・プロジェクトに寄付している。
ヴルーベリは、作品のもとになった写真を撮影したボッシュと2009年に面識をもっている。この年の6月16日、二人は互いの作品のコピーを手にして記念撮影をした。

## 批評と受容
『神よ、この死に至る愛の中で我を生き延びさせ給え』はベルリンの壁に描かれたグラフティの中でも一二を争うほど有名な作品である。アンソニー・リードとデイヴィッド・フィッシャーは、この絵が「とても印象に残る、シャープな切れ味の風刺」であると評価している。一方で、インスピレーションを得た写真を模写しただけだという批判の声も少なくない。